# Comitato nazionale scientifico tecnico per lo sviluppo e l'incremento dell'industria italiana
Il Comitato nazionale scientifico tecnico per lo sviluppo e l'incremento dell'industria italiana, nato nel 1916 su iniziativa di un gruppo di industriali milanesi, aveva l'obiettivo di facilitare il legame tra la Scienza e il mondo industriale, al quale interessavano le applicazioni scientifiche.
Tra i soggetti promotori si riconoscono in particolare gli industriali dell'industria elettrica nazionale, l'Assonime e la Società italiana per il progresso delle scienze. Il Comitato fu costituito con un Consiglio direttivo nel quale erano rappresentati sia gli industriali che gli accademici della Società italiana per il progresso delle scienze; fu nominato Presidente il senatore Giuseppe Colombo.
Il Comitato si autosciolse nel 1928 in seguito al riordino del settore della ricerca e dell'istruzione superiore stabilito dal Governo Mussolini.